# Jockey Club de Cachoeira do Sul
Jockey Club de Cachoeira do Sul é a entidade de turfe responsável pela organização de corridas de cavalos na cidade de Cachoeira do Sul, cuja praça de eventos turfísticos é o Hipódromo do Amorim, onde é realizado o tradicional Grande Prêmio Cachoeira do Sul.

## História
Fundado em 22 de outubro de 1956.